# Zongli Yamen

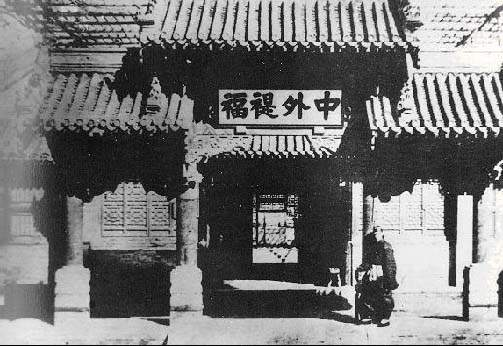
Porte principale du Zongli Yamen. L'inscription au-dessus signifie « Paix et prospérité en Chine et à l'extérieur ». Photographie tirée de la biographie de Sima Xiangru dans le Livre des Han.

Le Zongli Yamen (總理各國事務衙門) est l'organisme gouvernemental chargé de la politique étrangère de la Chine à la fin de la dynastie Qing. Établi par le prince Gong (en) en 1861 après la Convention de Pékin, il est aboli en 1901 et remplacé par un Bureau des Affaires étrangères ayant le niveau d'un ministère.
L'actuel site de l'ancien Zongli Yamen se trouve aujourd'hui à Dongtangzi Hutong dans le district de Dongcheng à Pékin. Presque tous les bâtiments ont été conservés en bon état.

## Signification du nom
« Zongli Yamen » est l'abréviation traditionnelle du nom officiel Zongli Geguo Shiwu Yamen qui signifie littéralement « Bureau des affaires de toutes les nations ». Le nom correspondant en mandchou, l'autre langue officielle de l'empire Qing, est Geren gurun i baita be uherileme icihiyara yamun. Une fausse idée répandue est que le nom de Zongli Yamen signifie « bureau du Premier ministre ». Cela vient du fait que le terme zongli est de nos jours utilisé en chinois pour désigner un Premier ministre.

## Fonctions dans le gouvernement Qing

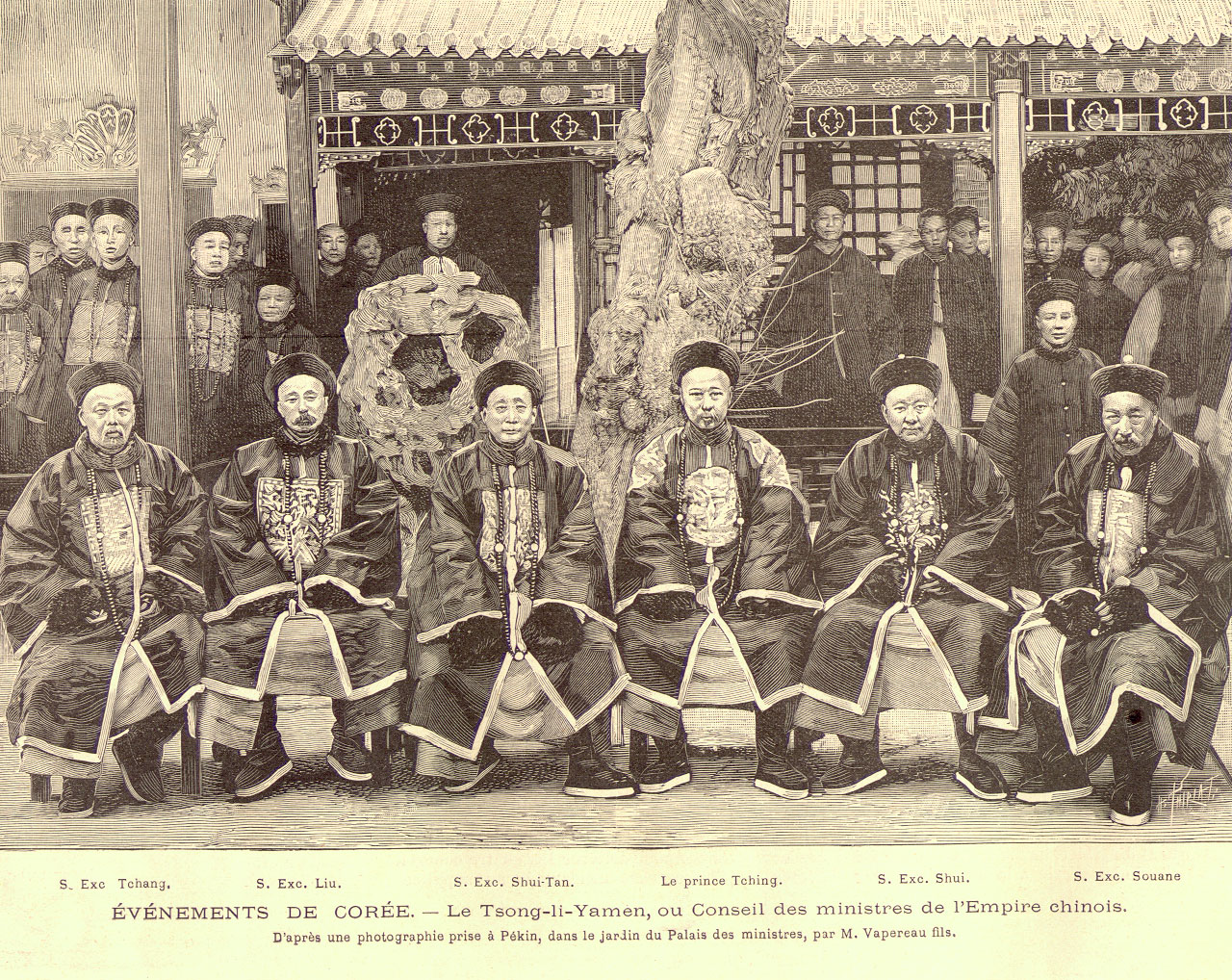
Gravure photographique des membres du Zongli Yamen en 1894 durant la Première guerre sino-japonaise.

Avant la création du Zongli Yamen, les relations étrangères des Qing sont conduites par plusieurs agences différentes, telles que le ministère des Rites (en) ou le Bureau des affaires frontalières. Le Zongli Yamen est la première réforme institutionnelle significative dans la bureaucratie centrale de Pékin que le gouvernement Qing met en place depuis que l'empereur Yongzheng a créé les prémices du Grand Conseil en 1729. Le Zongli Yamen est supervisé par un conseil d'administration de cinq hauts fonctionnaires (à l'origine tous Mandchous), parmi lesquels le prince Gong (en) est de facto le chef. Dans leurs discussions sur la création de la nouvelle agence, les responsables Qing mentionnent que ce n'est qu'une institution temporaire, maintenue jusqu'à ce que la crise étrangère et intérieure actuelle soit passée. Le Zongli Yamen a un statut officiel relativement bas dans la hiérarchie administrative Qing et ses membres servent en même temps dans d'autres agences gouvernementales, ce qui affaiblit davantage sa position. En outre, le Zongli Yamen n'est pas le seul organe de décision en matière d'affaires étrangères, une prérogative qui reste entre les mains de l'empereur. Alors que le Zongli Yamen reste un corps important pendant plusieurs décennies, son influence est rapidement éclipsée par des personnalités influentes telles que Zeng Guofan ou Li Hongzhang. Néanmoins, il sert de moyen de communication entre le gouvernement des Qing et les ministres étrangers installés dans le quartier des légations de Pékin.
Organisme successeur du Bureau des traducteurs de l'Académie Hanlin, le Tongwen Guan (en) est établi par la dynastie Qing afin d'enseigner les langues occidentales et est subordonné au Zongli Yamen au lieu de l'Académie Hanlin.
En 1873, le Zongli Yamen se brouille avec les ministres étrangers sur le protocole devant être suivi lors de leur audience avec l'empereur Tongzhi, les étrangers n'ayant étonnamment pas refusé d'effectuer le kowtow rituel à l'empereur, mettant ainsi la situation dans une impasse finalement résolue en partie grâce à l'ambassadeur du Japon en Chine, Soejima Taneomi. Un protocole similaire sera suivi en 1891 lors de l'audience des ministres avec l'empereur Guangxu.
Après la révolte des Boxers, le gouvernement Qing est contraint de changer son service des Affaires étrangères. Selon l'article XII du protocole de paix Boxer de 1901, le Zongli Yamen est remplacé par un bureau des Affaires étrangères, connu à l'époque sous le nom de Waiwubu (外務部, « Département des affaires extérieures »), qui se classait au-dessus des six autres conseils d'administration; « Comme l'ont montré les événements ultérieurs, le Waiwubu est aussi inefficace dans l'établissement de bonnes relations entre la Chine et le monde extérieur que le Zongli Yamen l'avait été ».